# XLIFF
XLIFF (XML Localization Interchange File Format) è un formato di file basato su XML, creato per standardizzare il processo/funzione di localizzazione della fruizione del software, delle applicazioni e delle risorse web.
XLIFF è stato standardizzato, ad opera della OASIS, nel 2002 e la sua attuale versione è la 2.0 (dal 05 agosto 2014).
La specifica è pensata per l'industria della localizzazione. Essa specifica elementi ed attributi per aiutare nella localizzazione.